# Sarah Felder
Sarah Felder (Valdaora, 20 marzo 1956) è un'ex slittinista italiana.

## Biografia
Nata a Valdaora, in Alto Adige, nel 1956, inizia a gareggiare fin da giovane, partecipando nel 1971, a 15 anni, sia agli Europei juniores di Mariánské Lázně, in Cecoslovacchia, dove arriva 9ª, che ai Mondiali di Valdaora, dove chiude all'11º posto.
L'anno successivo prende parte ai Giochi olimpici di Sapporo 1972, nel singolo, terminando 8ª in 3'02"90. Nell'occasione è la più giovane della spedizione italiana alle Olimpiadi giapponesi, con i suoi 15 anni.
Nel 1973 e 1974 diventa campionessa europea juniores nel singolo, nel primo caso nel suo paese, Valdaora, nel secondo a Schlehdorf, in Germania Ovest. In entrambi gli anni partecipa anche ai Mondiali, arrivando 6ª nel 1973, a Oberhof, in Germania Est, prima delle non tedesche occidentali, e sfiorando la medaglia l'anno successivo a Schönau am Königssee, in Germania Ovest, dove termina al 4º posto, a dieci centesimi dal bronzo di Ute Rührold.
Nel 1975 arriva 5ª agli Europei di Valdaora.
A 19 anni partecipa di nuovo alle Olimpiadi, quelle di Innsbruck 1976, dove termina 11ª nel singolo, con il tempo di 2'53"623.

## Palmarès

### Campionati europei juniores
- 2 medaglie:
  - 2 ori (Singolo a Valdaora 1973, singolo a Schlehdorf 1974)